# Дубровачки бедем
Дубровачки бедем чини комплекс тврђава које окружују старо градско језгро Дубровника.
Грађене су од 13. до 17. века за потребе одбране. Дуге су 1.940 м, високе до 25 м, према копну дебљине 4-6 м, а према мору 1.5-3 м. На четири стране света, заштићене су кулама.
Када је почело ограђивање бедемом у 13. веку, простор старог града је био већ дефинисан те није могао више да се шири. Унутар градског бедема, за време Дубровачке републике је живело око 2.000 становника у време настанка Статута 1272. године, а највише их је било у 15. веку, око 6.000 људи. У 14. веку је саграђено 15 четвероугаоних кула. Појавом барута, бедеми су појачани за заштиту од артиљеријских напада. Због опасности од Млечана, затворени су сви непотребни отвори на бедему према луци. Градски бедем је добио данашњи изглед у 15. и 16. веку. Ратови су утицали на нову градњу. Када је пао Цариград 1453. године, саграђена је кула Минчета. Због турско-млетачких ратова саграђене су куле св. Иван, Ревелин и бастион св. Маргарете (у Дубровнику св. Маргарита). Бедем је због ратне опасности грађен великом брзином.
Амерички портал ТрипАдвисор је 2013. на основу рецензија милиона путника саставио списак десет споменика које треба посетити пре смрти. Међу њима је и дубровачки бедем. У првих 9 месеци 2013. године дубровачки бедем је обишло 753.000 посетилаца, што је 12% више него у истом периоду лани.